# Casaleggio Novara
Casaleggio Novara (piemontesisch Casalegg oder Casaleugg, lombardisch Casalösc) ist eine Gemeinde mit 899 Einwohnern (Stand 31. Dezember 2024) in der italienischen Provinz Novara (NO), Region Piemont.
Die Nachbargemeinden sind Briona, Castellazzo Novarese, Mandello Vitta, San Pietro Mosezzo und Vicolungo.
Das Gemeindegebiet umfasst eine Fläche von 10 km².

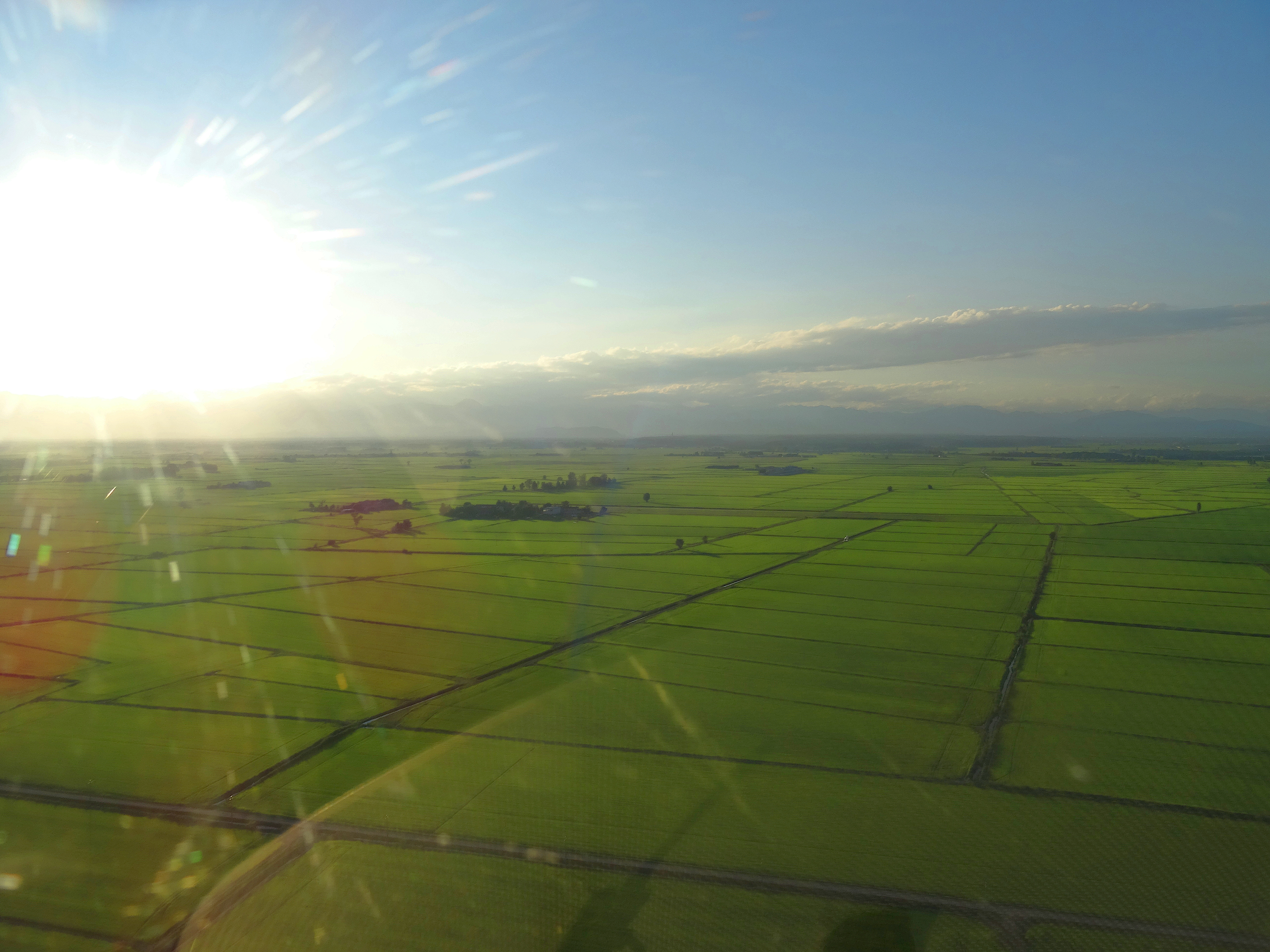
Der kleine Flugplatz 1 km östlich von Casaleggio Novara

Etwa einen Kilometer östlich der Ortschaft befindet sich inmitten der Reisfelder ein kleiner Flugplatz.